# Rauco
Rauco é uma comuna da província de Curicó, localizada na Região de Maule, Chile. Possui uma área de 308,6 km² e uma população de 8.566 habitantes (2002).